# Église Saint-Martin d'Oneux
L'église Saint-Martin d'Oneux est située sur le territoire de la commune d'Oneux, dans le département de la Somme, non loin d'Abbeville.

## Historique
L'église d'Oneux a été construite au XVIe siècle et a été restaurée au XIXe.

## Caractéristiques
L'église Saint-Martin d'Oneux est construite en brique et pierre avec une alternance de lits de brique et de lits de pierre. Elle se présente sous le forme d'un vaisseau unique avec une abside à trois pans. Au XIXe siècle, on a accolé à la façade un clocher-porche en brique encadré de deux tourelles polygonales.
Une aquarelle d'Oswald Macqueron représente l'église d'Oneux avant sa restauration.

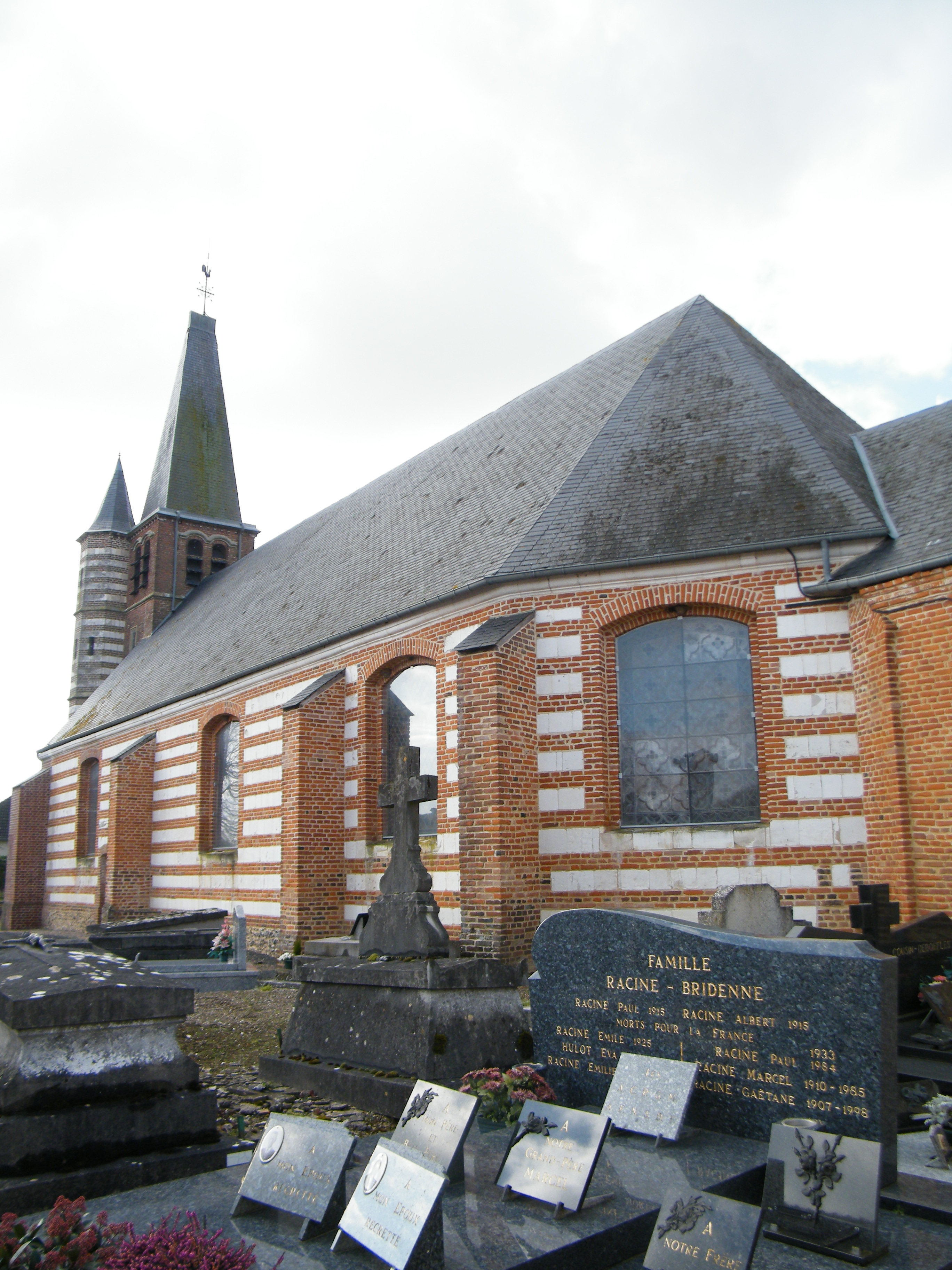
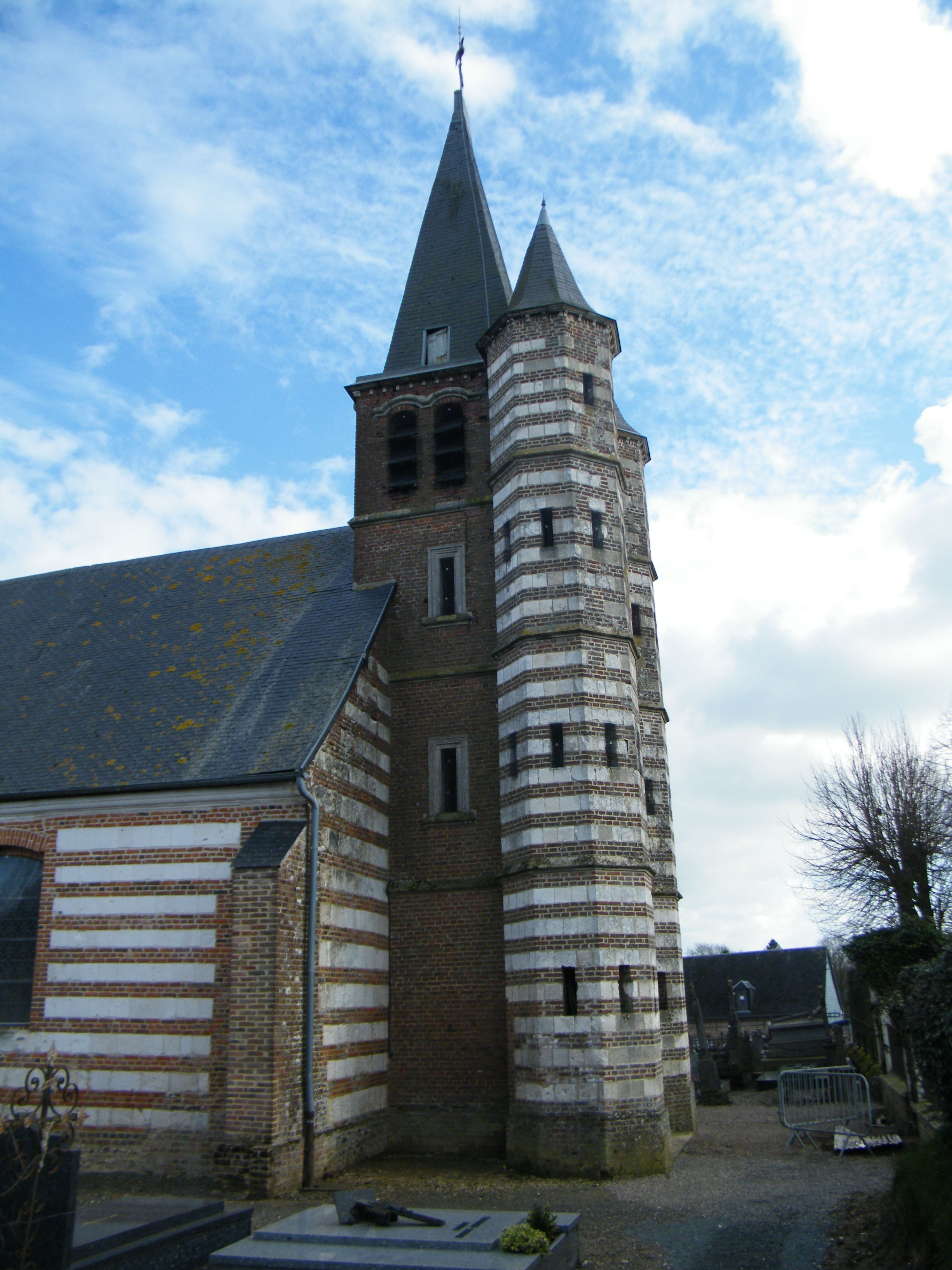